# Precis micromera
Precis micromera är en fjärilsart som beskrevs av Butler 1876. Precis micromera ingår i släktet Precis och familjen praktfjärilar. Inga underarter finns listade i Catalogue of Life.